# Ignacij Lojolski
Ignacij Lojolski (izvirno baskovsko Iñigo López de Loyola, špansko Ignacio de Loyola), baskovski teolog, jezuit in svetnik. * 24. december 1491, grad Loyola pri Azpeiti, baskovska provinca, Guipúzcoa, Španija; † 31. julij 1556, Rim.
Lojolski je ustanovil Družbo Jezusovo (jezuite). Opisujejo ga kot eno najbolj živopisnih in vplivnih osebnosti krščanske zgodovine. Pogosto ga obravnavajo kot uresničevalca katoliške obnove.

## Življenje in delo

### Otroštvo in mladost
Lojolski se je rodil v baskovski plemiški družini na gradu Loyola. Deležen je bil dvorne vzgoje in izobrazbe. Grajski dogodki in spletke so mu bili zelo všeč. Želel si je postati znamenit vojak. Leta 1517 je začel služiti kot oficir vicekralja Navarskega in Pamplonskega.

### Bitka, okrevanje in spreobrnjenje
Ko so Francozi oblegali mesto Pamplona, ga je 20. maja 1521 zadela kamnita topovska krogla in mu poškodovala podkolensko kost. Tako se je končala njegova vojaška kariera. Med okrevanjem na domačem gradu je prebiral življenjepise Jezusa in svetnikov. Med drugim je prebral tudi Cvet svetnikov (latinsko Flos Sanctorum) Jakoba da Voraginea in Jezusovo življenje kartuzijanca Ludolfa Saškega. To delo iz 14. stoletja ga je seznanilo z nemško mistiko. Premišljeval je o svoji burni preteklosti in o prihodnosti. Ob prebiranju spisov opata Cisnerosa je spoznal spise gibanja devotio moderna. Ob tem delu se je spreobrnil in začel iskati svoje mesto v Cerkvi. Navdušil se je za svetost in dosežke svetnikov. Po vzoru vitezov se je odločil svoje orožje posvetiti Bogu in sprejeti nase Kristusov križ. Čakal je, da mu Bog razodene, kaj naj stori. Sklenil je, da postane Kristusov vojak. Na Monserratu je svoj meč obesil ob Marijin oltar.

### Manreza in Jeruzalem
Od leta 1522 do leta 1523 je živel v samoti v Manrezi, ki leži blizu benediktinske opatije Monserrat, kjer je molil in  premišljeval. Prizadeval si je za popolno posvetitev Jezusu. To obdobje čakanja na razodetje božje volje je bilo za Lojolskega zelo pomembno. Primerjajo ga z Lutrovo samostansko izkušnjo. Luther je našel svoj mir, ko je zavrgel izročila srednjeveške Cerkve in se oprl na svetopisemske temelje prvotnega krščanstva. Lojolski pa je našel svoj mir s poglobitvijo privrženosti Cerkvi in njenemu poslanstvu. Ob koncu okrevanja je bil hkrati vojak, mistik in menih. V Manrezi je nastala zasnova njegovih Duhovnih vaj. Zbral jih je v knjigi z istim naslovom. V njej je opisal svojo duhovno pot. Knjiga močno razvnema domišljijo in poudarja pokorščino Kristusu in njegovi Cerkvi (t. j. Rimskokatoliški). Postala je temelj Družbe Jezusove. Nato je romal v Jeruzalem (1523/24), kjer ni mogel ostati dlje kot leto dni, saj so bile politične razmere nestabilne.

### Poglobljen študij
Lojolski se je pod vplivom duhovne izkušnje in poglobljenega študija iz romanja in spokornika razvil v moža Cerkve in od 1524 do 1534 je se je pripravljal na svojo službo v njej. Študiral je v Barceloni, na univerzi v Alcalí, v Salamanci in v Parizu. Ker je v svojo pastoralno skrb vključeval tudi ženske, ga je preganjala inkvizicija. Filozofijo in teologijo je študiral v Parizu v letih od 1528 do 1535. Študiral je, da bi lažje pomagal dušam.

### Ustanovitev Družbe Jezusove
Doživel je začetne zastoje in mnoga razočaranja. S šestimi prijatelji (med njimi so bili tudi Peter Faber, Frančišek Ksaverij in Jakob Lainez) je naredil zaobljube uboštva in celibata. To se je zgodilo 15. avgusta 1534 na Montmartru v Parizu. Ti možje so delili Ignacijeve poglede na prenovo Cerkve in na uresničevanje osebnega poklica vsakega izmed njih. Pred zaobljubami je vsak opravil 30-dnevne duhovne vaje. Svoje življenje je hotel nameniti apostolskemu delu. Bili so odločeni, da gredo romat v Jeruzalem, kjer bodo med muslimani opravljali misijonsko delo. Če iti v Sveto deželo ne bo mogoče, se bodo dali na razpolago papežu. Zaobljube na Montmartru so bile začetek Družbe Jezusove.

### V Rimu
Mašniško posvečenje so prejeli leta 1537 v Benetkah. Zaradi vojne s Turki niso mogli v Sveto deželo, zato so leta 1538 odšli v Rim in se papežu Pavlu III. dali na razpolago. Papež je njihovo ponudbo sprejel istega leta, naslednje leto pa je bila redovna družba formalno ustanovljena. Papež je novi red potrdil 27. septembra 1540. Njeni člani so obljubili popolno pokorščino papežu in najvišjemu predstojniku - generalu reda. Lojolski je bil leta 1541 izvoljen za generala. To je bil do svoje smrti leta 1556. Leta 1552 je v Rimu ustanovil Kolegij Germanik, katerega namen je bil nasprotovanje Luthovemu učenju. Kot general je sestavljal redovna pravila (konstitucije), ki so bile končane po njegovi smrti.

### Smrt
Lojolski je bil vedno bolj slaboten in zaželel si je papeževega blagoslova. Ignacijev tajnik prošnje ni vzel zares, saj je mislil, da je Lojolski bolj pri močeh. V tisti noči, 31. julija 1556, je umrl, povsem sam, brez papeževega blagoslova in zakramentov za umirajoče.

## Ignacijanske duhovne vaje
Duhovne vaje so enomesečni program meditacije in pouka. Prvi teden vsebuje meditacije o grehu, drugi teden o Kristusovem kraljestvu, tretji teden o njegovem trpljenju in četrti teden o njegovem vstajenju. Namen duhovnih vaj je doseči popolno in neposredno posvetitev Bogu. Preko razumevanja, domišljije in vesti vaje vplivajo na voljo. Te vaje služijo spoznavanju samega sebe in predanosti Jezusu. Privlačne so tudi za nekatoličane.

## Dela
- Duhovne vaje (COBISS)
- Romarjeva pripoved (COBISS)

## Svetništvo in češčenje
Lojolskega je beatificiral papež Pavel V. 27. julija 1609. Za svetnika ga je razglasil papež Gregor XV. 22. maja 1622. Pokopan je v cerkvi Il Gesù v Rimu, ki je matična cerkev Družbe Jezusove. V njej se na stropu nahaja znana freska Apoteoza (poveličanje) svetega Ignacija, ki jo je naslikal Andrea Pozzo.
V Sloveniji je Ignaciju posvečena Cerkev sv. Ignacija Lojolskega, Rdeči Breg (podružnična cerkev Župnije Lovrenc na Pohorju) ter Kapela sv. Valentina in Ignacija Lojolskega, Laze nad Krko (Župnija Krka). Do konca 1. svetovne vojne, ko je Gorica pripadla Italiji, je k slovenskim deželam spadala tudi tamkajšnja jezuitska Cerkev sv. Ignacija Lojolskega, Gorica.